# Vlas Shichkin
Vlas Shichkin (en ruso: Влас Шичкин; 25 de enero de 2002) es un deportista ruso que compite en ciclismo en las modalidades de pista y ruta. Ganó una medalla de bronce en el Campeonato Europeo de Ciclismo en Pista de 2021, en la carrera por puntos.

## Medallero internacional
| Campeonato Europeo | Campeonato Europeo | Campeonato Europeo | Campeonato Europeo |
| Año                | Lugar              | Medalla            | Competición        |
| ------------------ | ------------------ | ------------------ | ------------------ |
| 2021               | Grenchen ( Suiza)  | Medalla de bronce  | Puntuación         |